# Glypta manitobae
Glypta manitobae là một loài tò vò trong họ Ichneumonidae.